# 庫赫爾莫斯山

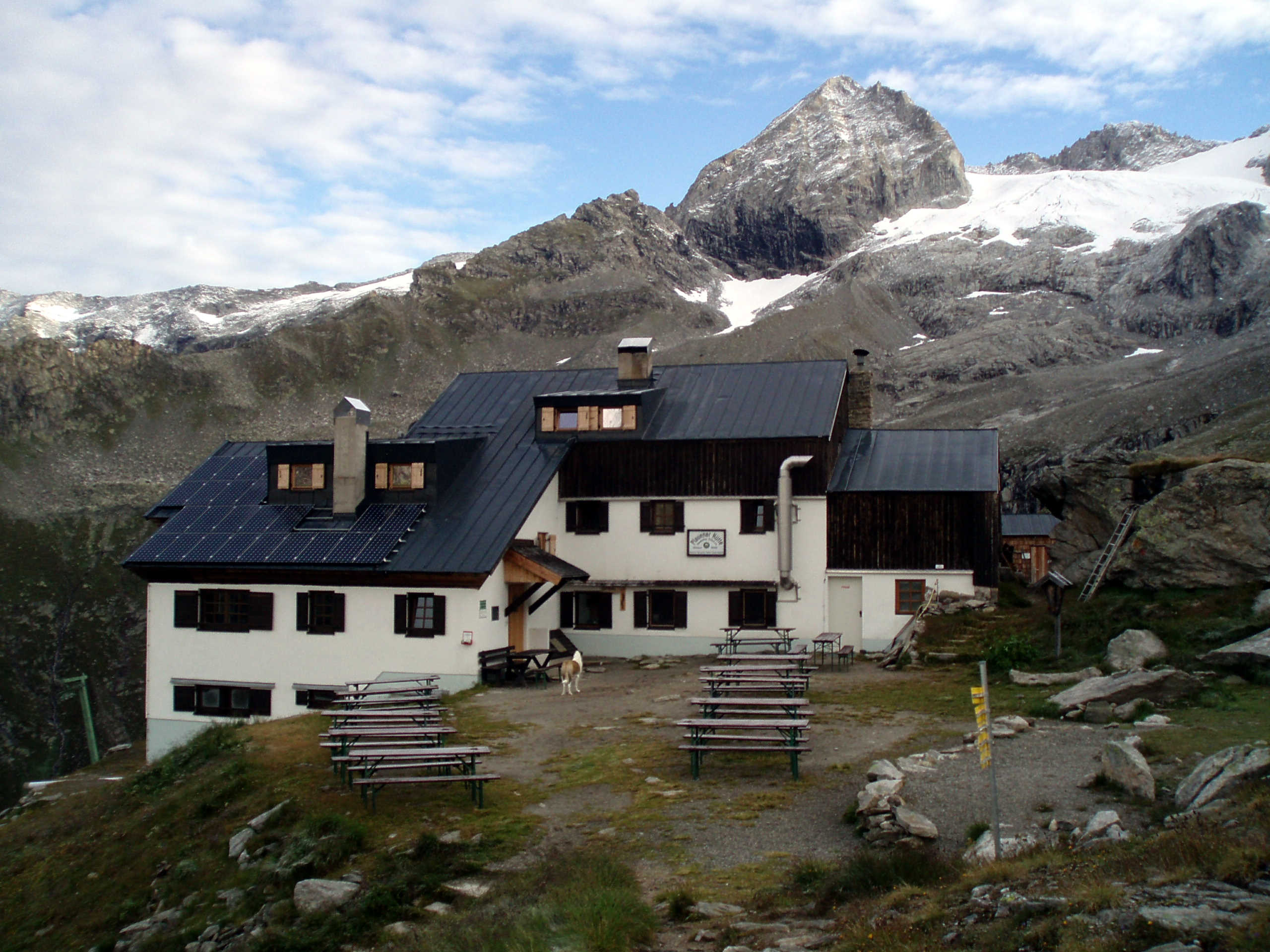

47°08′21″N 12°05′50″E / 47.13924°N 12.09734°E
庫赫爾莫斯山（德語：Kuchelmooskopf），是奧地利的山峰，位於該國西部，由蒂羅爾州負責管轄，屬於齊勒塔爾阿爾卑斯山脈的一部分，距離維爾德格洛斯峰0.4公里，海拔高度3,214米。